# Кастреле-Траяне
Кастреле-Траяне (рум. Castrele Traiane) — село у повіті Долж в Румунії. Входить до складу комуни Пленіца.
Село розташоване на відстані 236 км на захід від Бухареста, 54 км на захід від Крайови.

## Населення
За даними перепису населення 2002 року у селі проживали 1087 осіб, з них 1086 осіб (99,9%) румунів. Рідною мовою 1086 осіб (99,9%) назвали румунську.